# Camboya en los Juegos Paralímpicos de Sídney 2000
Camboya estuvo representada en los Juegos Paralímpicos de Sídney 2000 por once deportistas masculinos. El equipo paralímpico camboyano no obtuvo ninguna medalla en estos Juegos.